# Elin Larsson
Elin Larsson (* 18. února 1992, Karlstad, Švédsko) je švédská zpěvačka, nejvíce známá pro svoji činnost v kapele Blues Pills, ve které působí od jejího založení roku 2011. Hudbě se Larsson začala věnovat ve svých šesti letech, mezi její vzory patří Aretha Franklin, Joe Cocker či skupina November.